# Ponta Delgada

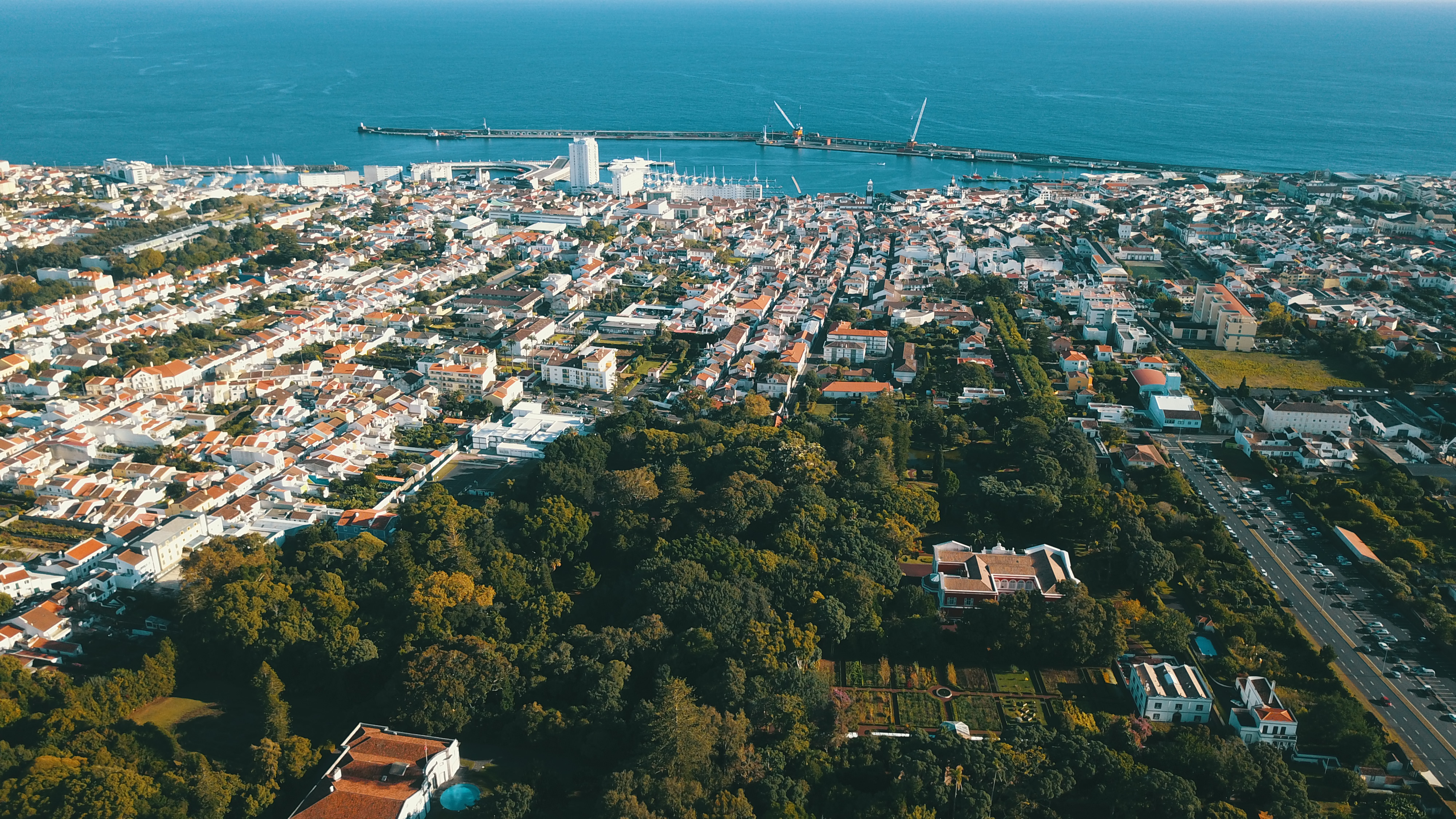
Ponta Delgada Zentrum und Hafen; im Vordergrund der Regierungssitz Palácio de Sant‘Ana

Ponta Delgada ([ˈpõtɐ ˌðɛɫˈɣaðɐ] ⓘ, deutsch: Schmale Spitze) ist die faktische Hauptstadt der Azoren und liegt auf der Insel São Miguel.
Sie ist zugleich Sitz des Município Ponta Delgada, das den Westen der Insel umfasst. Dieses besteht aus 24 Freguesias (Gemeinden) mit insgesamt ca. 68.800 Einwohnern auf einer Fläche von 233 km².
Ponta Delgada ist der Regierungssitz der Autonomen Region Azoren, während das Parlament in Horta auf der Insel Faial tagt. Hier befindet sich zudem der Hauptstandort der 1976 gegründeten Universität der Azoren (Universidade dos Açores).

## Geschichte
Ponta Delgada  wurde im Jahr 1499 von dem portugiesischen König Manuel I. gegründet. Es handelte sich um eine Fischersiedlung  im heutigen Ortsteil Calheta mit der Kirche Igreja de São Pedro, die zusammen mit der Siedlung São José auch heute noch das Stadtzentrum im Osten und Westen begrenzen. Eine kleine Landspitze vor Calheta gab Ponta Delgada (=dünne/schmale Spitze) ihren Namen. Die Ansiedlung um ein Kloster mit Hospital und sicheren Hafen wuchs in den kommenden Jahren rasch und wurde im Jahr 1522 Zuflucht für den Inselverwalter Rui II., der aus dem – nach einem Erdbeben zerstörten – Vila Franca do Campo übersiedelte. In der Folge wurden Ponta Delgada am 2. April 1546 unter der Herrschaft von König Johann III. die Stadtrechte verliehen.
Mit dem Sitz der Inselverwaltung wuchs die Bedeutung. Im Jahr 1522 begann man mit dem Bau des Forte de São Brás zum Schutz vor Piratenüberfällen. Der daraus folgende Bevölkerungszuwachs fand im Jahr 1673 infolge  einer Pestepidemie einen Einschnitt.  Mit der Anlage von Orangenplantagen Ende des 18. Jahrhunderts wuchs der Wohlstand der Stadt durch den Zuzug fremder Kaufleute und jüdischer Familien ab dem Jahr 1818, unter anderem die Familie Bensaude. Zahlreiche herrschaftliche Häuser, neue Straßen, ein Friedhof, sowie Gärten und Parkanlagen im englischen Stil zeugen heute noch von dieser Zeit. Die Dächer etlicher historischer Gebäude aus dem 18. und 19. Jahrhundert sind mit kleinen viereckigen Aufbauten gekrönt, die von den Plantagenbesitzern als Ausguck benutzt wurden. Bedienstete hatten Ausschau nach ankommenden Frachtschiffen zu halten, damit frisch geerntete Orangen zum Export auf das europäische Festland und England bereitgestellt werden konnten.
Papst Paul III. hatte bereits 1534  Angra do Heroísmo zum Sitz des Bistums Angra und damit zur wichtigsten Stadt der Azoreninseln erhoben. Die hohe Steuerlast und Abhängigkeit gegenüber dem Bischofssitz bremsten die weitere Entwicklung Ponta Delgadas, es kam im Jahr 1821 zur erfolgreichen Revolte unter Beteiligung der auf São Miguel stationierten Soldaten, die zur Eigenständigkeit der Insel führte.
Im Jahr 1828 wurde mit dem Bau der Kanalisation unter dem Vizeadmiral der portugiesischen Marine und letztem Generalkapitän des Kapitanats der Azoren Henrique da Fonseca de Sousa Prego (1768–1847), begonnen. Die erste, noch mit Fischöl betriebene, Straßenbeleuchtung wurde 1839 in Dienst gestellt und 1904 elektrifiziert. Im Jahr 1901 wurde das erste Auto auf São Miguel eingeführt. Nach heftigen Forderungen der Orangenbarone folgte der Ausbau des Hafens, doch noch bevor 1861 die Bauarbeiten für das neue Hafenbecken begannen, waren die Orangenbäume schon einem heimtückischen Pilz zum Opfer gefallen. Vorher konnten Handelsschiffe nur im Hafenbecken ankern und die Orangenkisten mussten mit kleinen Booten zu den Schonern hinaus transportiert werden. Der neue Hafen trug wesentlich zur weiteren wirtschaftlichen Entwicklung Ponta Delgadas bei. Er wurde im Laufe der Jahrzehnte mehrfach ausgebaut: Im Jahre 1947 befestigte man die Uferpromenade und setzte die erste, bei Stürmen regelmäßig überschwemmte, Häuserzeile um rund 40 Meter zurück.
Seit 1975 ist Ponta Delgada Sitz der Regionalregierung der Azoren. Im folgenden Jahr wurde hier die Universität der Azoren gegründet.

## Lage
Die Innenstadt besteht im Wesentlichen aus dem zentralen Teil Sao Sebastião um die gleichnamige Kirche herum und dem Bereich der Kirchengemeinde São Pedro im Osten des Zentrums sowie São José im Südwesten. Weiter um die Stadt herum lagern sich die beiden Orte Fajã de Baixo, der „niedrige Ort“ und Fajã de Cima, der „höhere Ort“.
Fajã de Baixo ist bekannt für die dort angebaute Ananas, Fajã de Cima für seine überschwänglichen Festivitäten und den Frischkäse aus einer Mischung von Ziegen- und Kuhmilch. Beide Orte sind Pendlerorte, viele der Einwohner arbeiten im Zentrum der Stadt. Jedes Jahr im Mai wird der „Dia do Santo Cristo“, das Fest des heiligen Christus, mit aufwendig geschmückten, mit Blumen ausgelegten Straßen gefeiert.

### Hafen
Der Hafen von Ponta Delgada spielt durch die Insellage seit jeher eine zentrale Rolle und wurde seit der Stadtgründung wiederholt ausgebaut, vergrößert und befestigt. Das Hafenbecken mit Einfahrt auf der Ostseite hat eine Größe von etwa 550 m × 1200 m, die schützende Hafenmole hat eine Länge von 1500 m. Die Fahrrinnentiefe beträgt mindestens 9,4 m, die Ankerplatztiefe 14 m und die Tiefe an der Cargo-Pier 12,5 m, der Tidenhub beträgt durchschnittlich 2 m. Der Frachtverkehr von Containern, Fahrzeugen und Stückgut zwischen den Azoreninseln erfolgt durch die Firma Açores Expresso, die auch zweimal wöchentlich die Versorgung vom Festland über den Hafen Porto de Leixões mit vier Containerschiffen sicherstellt. Mit dem jüngsten Ausbau, der 2008 abgeschlossen und wesentlich mit EU-Fördergeldern realisiert wurde, konnte die Liegefläche vervierfacht werden und bietet nun Platz für 640 Yachten. Gleichzeitig wurde mit dem Programm Portas do Mar ein modernes Kreuzfahrtterminal geschaffen, das Passagierschiffen und Großyachten bis 360 m Länge Platz bietet.

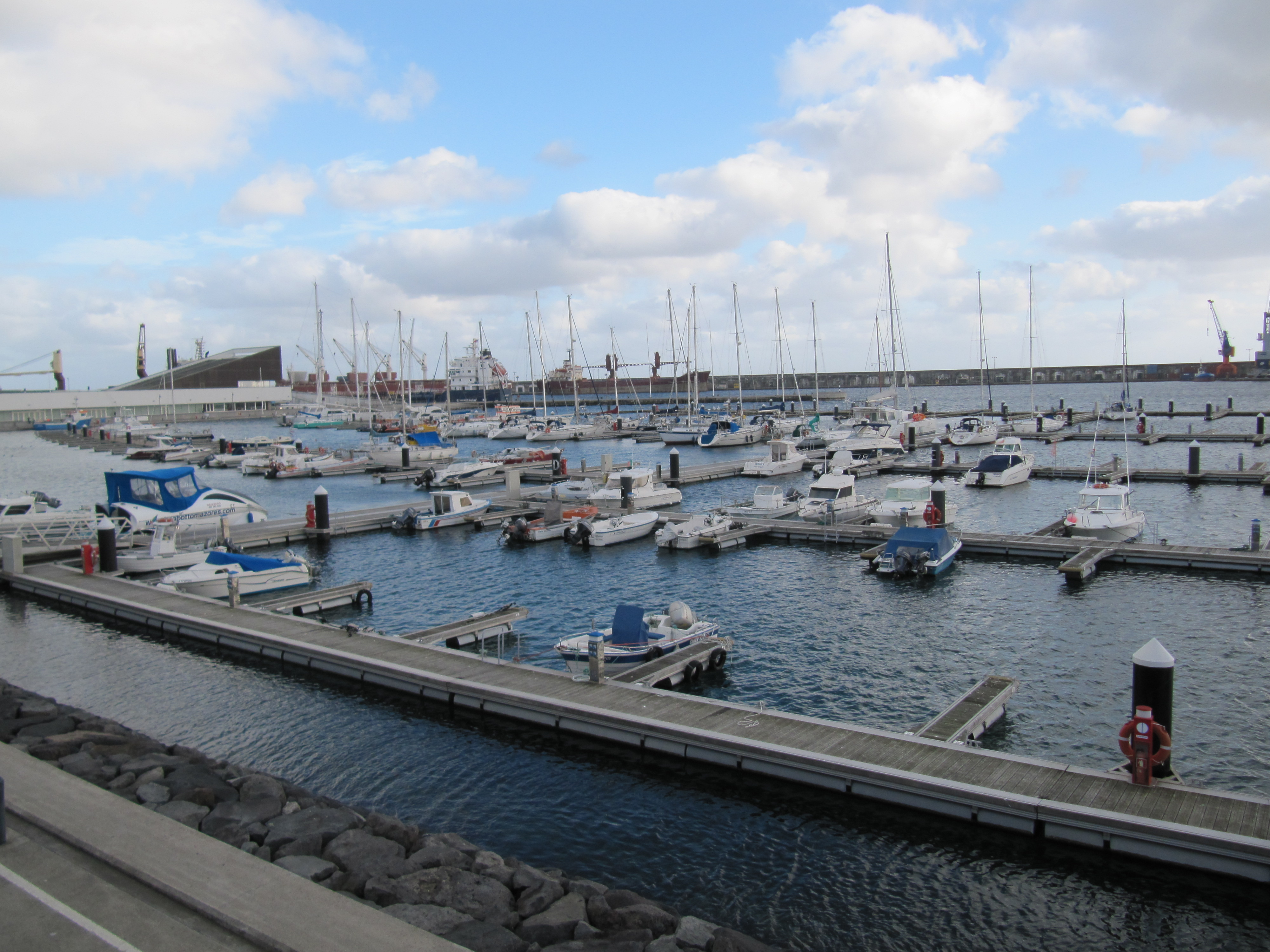
Ponta Delgada, Hafenblick

Mit dem Fährverkehr für Fahrzeuge und Passagiere zwischen den Inseln zu den Häfen Porto Horta auf Faial, Porto São Roque do Pico, Praia auf Graciosa, Porto Velas auf São Jorge, Villa do Porto auf Santa Maria und Ponta Delgada startete die Firma Atlanicoline im Jahr 2005 mit zwei Schiffen namens lha Azuk und Express Santorini. Im Jahr 2009 kam die Hochgeschwindigkeitsfähre als „Wikinger“ dazu, aktuell heißen die Fähren: Santorin, Arie und Hellenic Wind. Ponta Delgadas Marina hält die Blaue Flagge seit 1999. Eine Attraktion des Hafenlebens sind Whale Watching-Touren, die von mehreren kleinen Unternehmen angeboten und regelmäßig vor- und nachmittags durchgeführt werden. Im Hafen gibt es einen Hochsee-Bergungsschlepper und eine kleine Fischereiflotte. Auf den Azoren ist der Fang von Tiefseefischarten sehr vielseitig und es kommen sehr unterschiedliche Fanggeräte zum Einsatz. Die am meisten gefangenen Arten sind Thunfische (39 %), Graubarsche (30 %), Brassen (16 %) und Bastardmakrelen (12 %). Der größte Teil des Fischs wird von Schiffen mit einer Länge von unter 12 Metern gefangen.
Am Hafen gab es zwischen 1861 und 1973 die Hafenbahn von Ponta Delgada in der Brunel-Breitspur genannten Spurweite von sieben Fuß (2134 mm).

### Klima

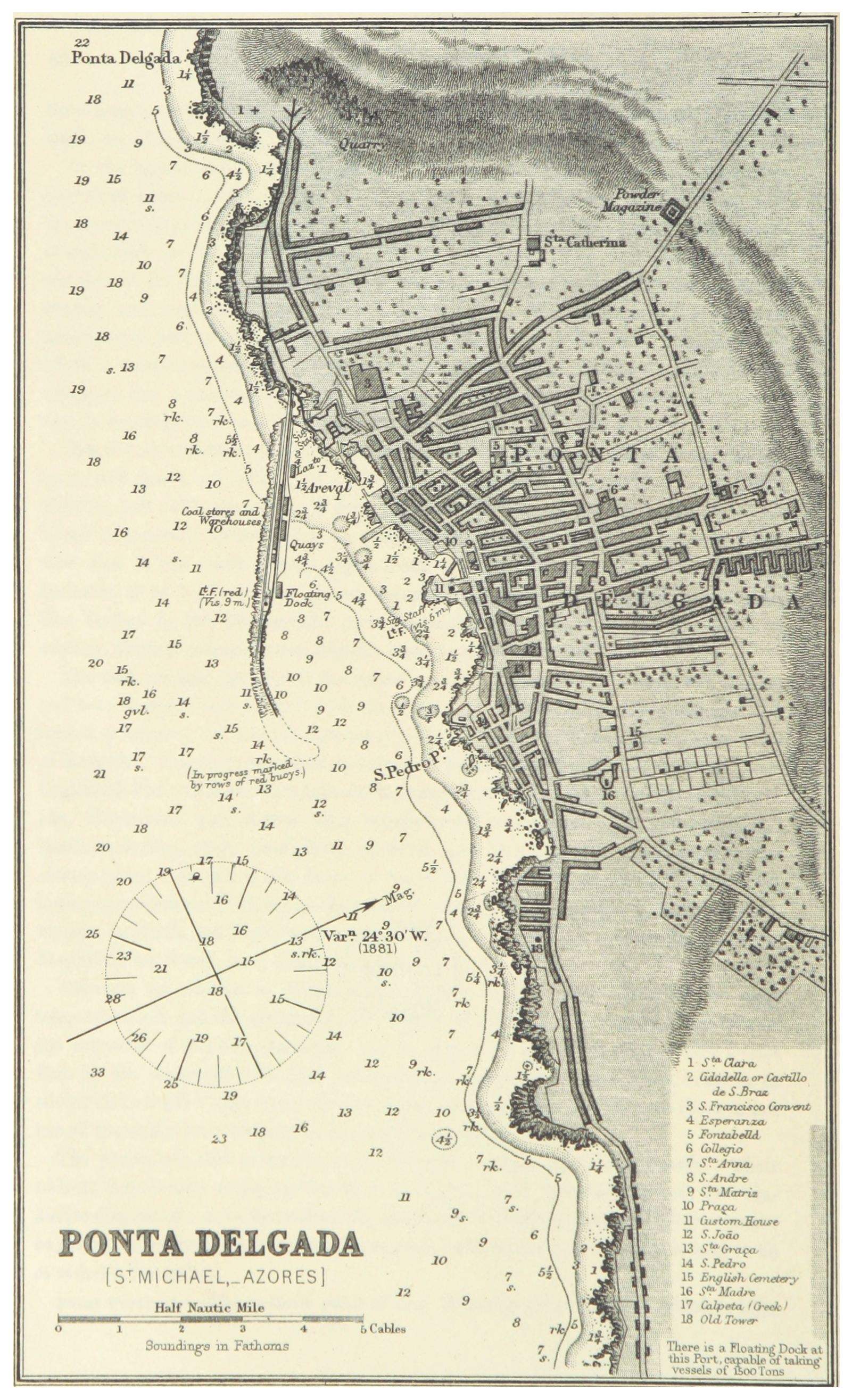
Lageplan von Ponta Delgada in den 1880er Jahren

|                       | Jan   | Feb   | Mär   | Apr  | Mai  | Jun  | Jul  | Aug  | Sep  | Okt   | Nov   | Dez   |   |         |
| Mittl. Tagesmax. (°C) | 17,0  | 16,8  | 17,3  | 18,1 | 19,7 | 21,8 | 24,3 | 25,6 | 24,7 | 22,1  | 19,6  | 17,9  | ⌀ | 20,4    |
| Mittl. Tagesmin. (°C) | 11,6  | 11,0  | 11,6  | 12,1 | 13,3 | 15,4 | 17,2 | 18,4 | 17,8 | 15,9  | 13,9  | 12,6  | ⌀ | 14,3    |
|                       |       |       |       |      |      |      |      |      |      |       |       |       |   |         |
| Niederschlag (mm)     | 133,4 | 107,3 | 100,4 | 72,0 | 53,1 | 36,7 | 29,5 | 38,4 | 86,4 | 112,6 | 130,5 | 126,8 | Σ | 1.027,1 |
|                       |       |       |       |      |      |      |      |      |      |       |       |       |   |         |
| Regentage (d)         | 22    | 19    | 18    | 17   | 15   | 14   | 13   | 11   | 16   | 18    | 20    | 21    | Σ | 204     |

| 11,6 |

| 11,0 |

| 11,6 |

| 12,1 |

| 13,3 |

| 15,4 |

| 17,2 |

| 18,4 |

| 17,8 |

| 15,9 |

| 13,9 |

| 12,6 |

| 11,6 |

| 11,0 |

| 11,6 |

| 12,1 |

| 13,3 |

| 15,4 |

| 17,2 |

| 18,4 |

| 17,8 |

| 15,9 |

| 13,9 |

| 12,6 |

## Gemeinden

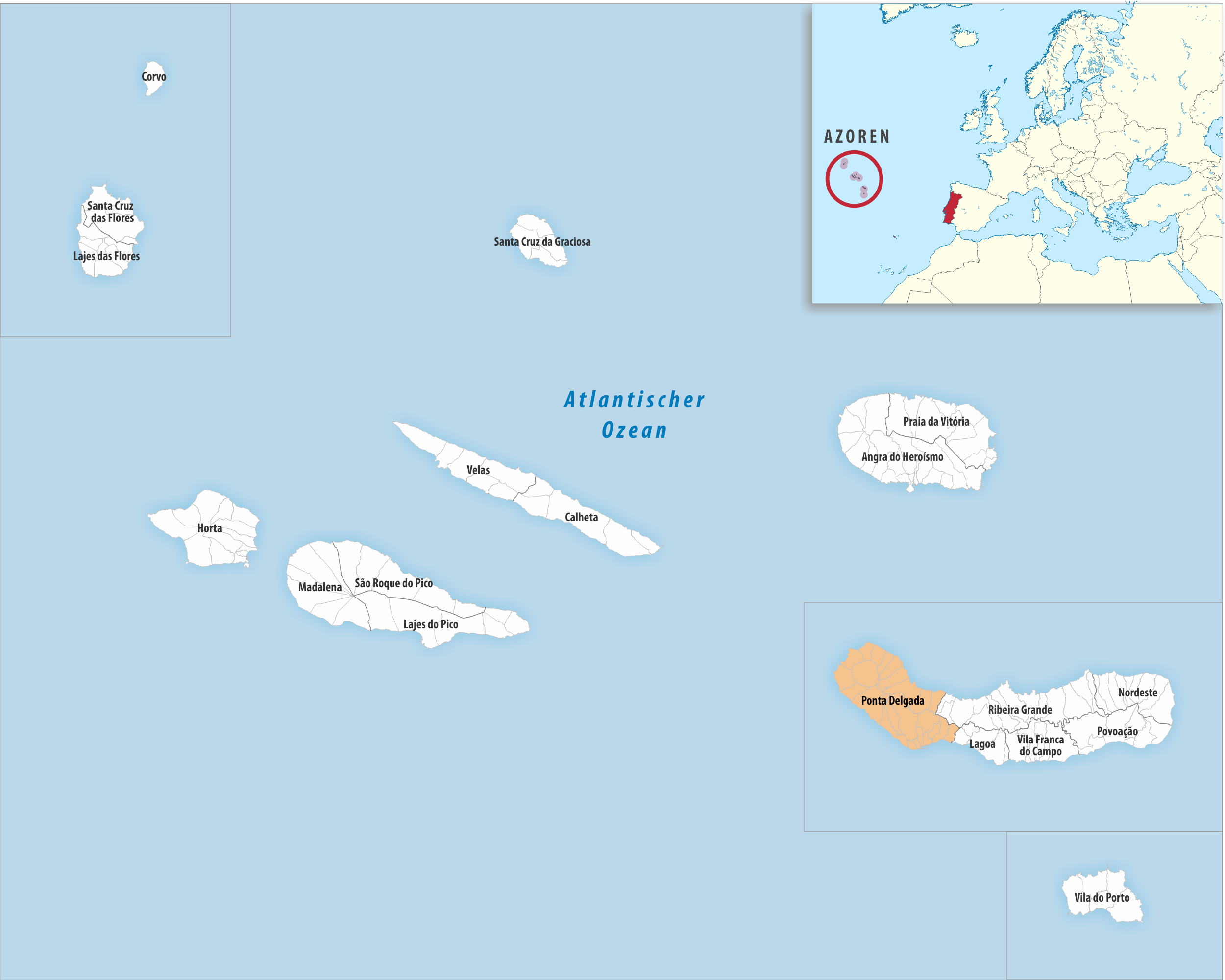
Kreis Ponta Delgada

| Gemeinde             | Einwohner (2021) | Fläche km² | Dichte Einw./km² | LAU- Code |
| -------------------- | ---------------- | ---------- | ---------------- | --------- |
| Ajuda da Bretanha    | 652              | 7,09       | 92               | 420323    |
| Arrifes              | 7.294            | 25,37      | 288              | 420301    |
| Candelária           | 976              | 8,63       | 113              | 420303    |
| Capelas              | 3.981            | 16,85      | 236              | 420304    |
| Covoada              | 1.223            | 9,03       | 135              | 420305    |
| Fajã de Baixo        | 4.924            | 4,06       | 1.212            | 420306    |
| Fajã de Cima         | 3.293            | 11,89      | 277              | 420307    |
| Fenais da Luz        | 2.227            | 7,69       | 290              | 420308    |
| Feteiras             | 1.557            | 23,53      | 66               | 420309    |
| Ginetes              | 1.184            | 12,14      | 98               | 420310    |
| Livramento           | 4.307            | 5,59       | 771              | 420317    |
| Mosteiros            | 1.021            | 8,95       | 114              | 420311    |
| Pilar da Bretanha    | 576              | 6,07       | 95               | 420324    |
| Relva                | 2.890            | 12,07      | 240              | 420315    |
| Remédios             | 809              | 5,59       | 145              | 420316    |
| Santa Bárbara        | 846              | 8,72       | 97               | 420319    |
| Santa Clara          | 2.804            | 2,24       | 1.251            | 420325    |
| Santo António        | 1.574            | 11,75      | 134              | 420320    |
| São José             | 5.756            | 1,66       | 3.471            | 420313    |
| São Pedro            | 7.495            | 2,89       | 2.589            | 420314    |
| São Roque            | 4.590            | 7,21       | 637              | 420318    |
| São Sebastião        | 4.050            | 3,34       | 1.214            | 420312    |
| São Vicente Ferreira | 2.499            | 11,42      | 219              | 420321    |
| Sete Cidades         | 701              | 19,19      | 37               | 420322    |
| Kreis Ponta Delgada  | 67.229           | 232,97     | 289              | 4203      |

## Sehenswürdigkeiten

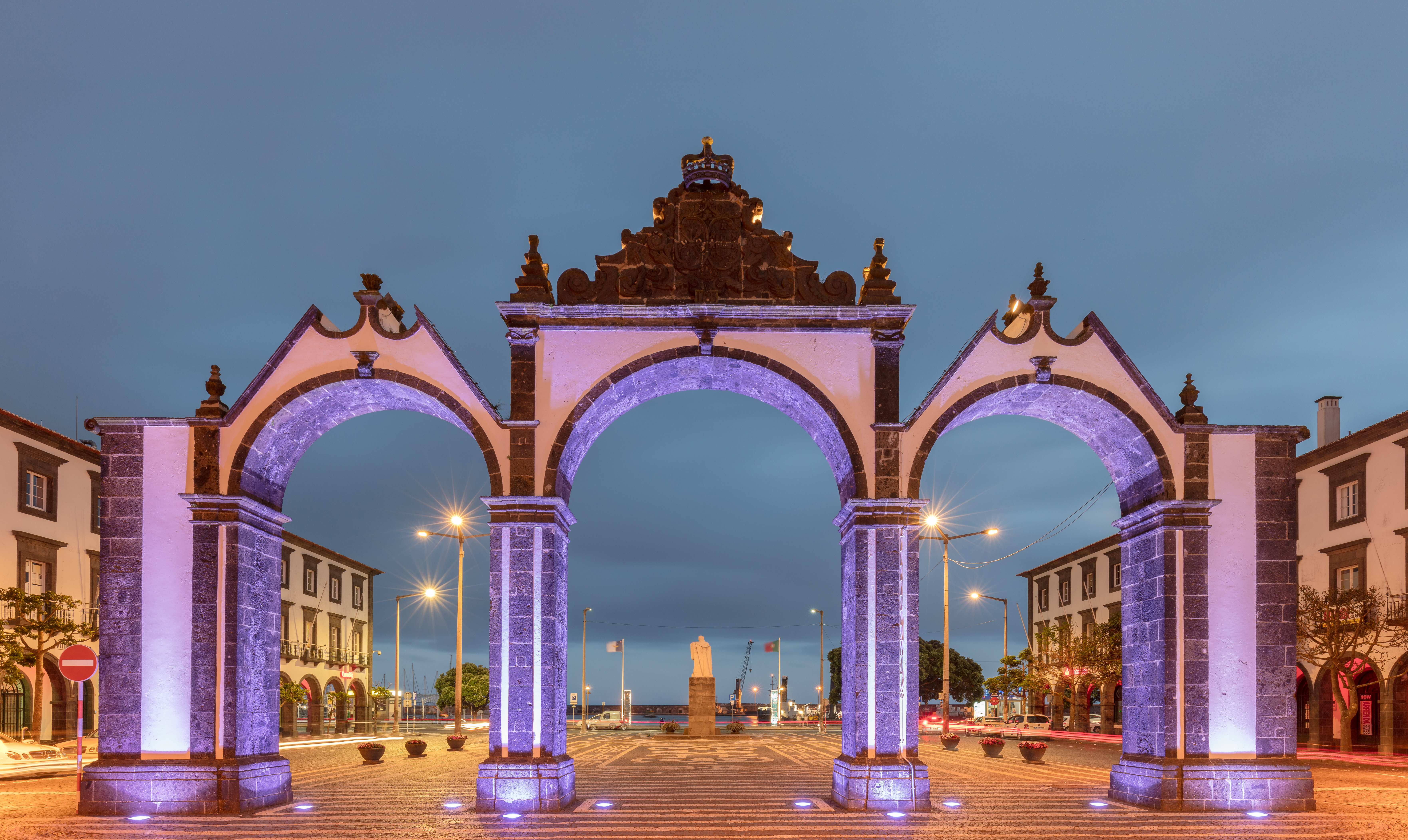
Portas da Cidade

- Largo de Goncalo Velho Cabral ist der zentrale Platz von Ponta Delgada und wurde nach dem Entdecker und ersten Inselverwalter Gonçalo Velho Cabral benannt, dem hier auch ein Denkmal gewidmet ist. Die Gebäude mit den Arkadengängen, wie das Bankhaus auf der Ostseite des Platzes, lagen früher direkt am Meer und dienten im 18. und 19. Jahrhundert zum Be- und Entladen von Handelswaren. Bevor man das Ufer mit einer Mole befestigte, stand auch das dreibogige Stadttor Portas da Cidade aus dem Jahr 1783 als Tor zur Stadt unmittelbar an dem kleinen Hafen. Es ist heute das Wahrzeichen von Ponta Delgada. Der Platz bildet den optischen Mittelpunkt der langen Bucht von Ponta Delgada, an deren Ufer die lange breite Avenida Infante Dom Henrique, in dieser Form aus dem Jahr 1952, entlang führt. Sie ist nicht nur die Hauptverkehrsader der Stadt, sondern entlang dieser Straße findet man auch die meisten Banken und Büros. Zur Südseite direkt am Meer entlang ist eine Promenade mit kleinen Cafés am früheren Fischerhafen Cais da Sardinha, das Freibad Piscina, dem Yachthafen Marina.[11]

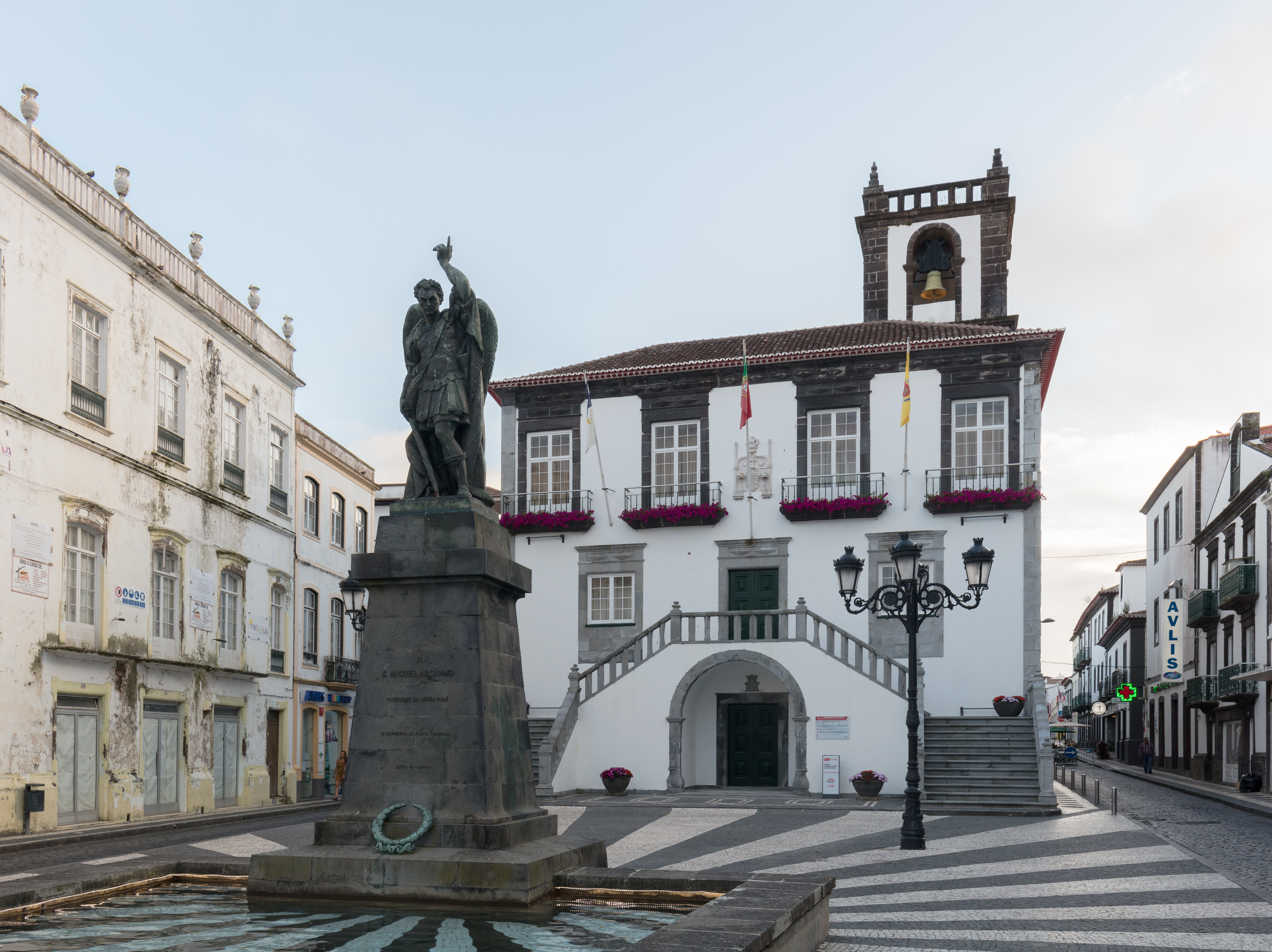
Rathaus (port. Càmara Municipal)

- Das Rathaus Càmara Municipal ist ein typischer azoreanischer Barockbau aus der ersten Hälfte des 18. Jahrhunderts. Als Wohnsitz einer noblen Familie errichtet, beherrscht es den schmalen langgezogenen Praça da Republica mit seinem Brunnen.  Anfang des 20. Jahrhunderts zog die Verwaltung in das Gebäude ein, dessen Eingang unterhalb der mit dem Stadtwappen gekrönten Balkone liegt. In dem mit reichlich wertvollen antiken Möbeln ausgestatteten Erdgeschoss finden regelmäßig Ausstellungen lokaler Künstler statt. In dem 1724 errichteten Turm des Rathauses, mit einem herrlichen Rundumblick über die Stadt, hängt eine Glocke von König Dom Joao III. aus dem 16. Jahrhundert. Es ist die älteste Glocke der Azoren. Vor dem Gebäude steht die Statue des Schutzheiligen São Miguel.[12]
- Der Praça 5 de Outubro, früher: Campo de São Francisco ist nahezu quadratisch und hat in der Mitte einen asiatisch anmutenden Pavillon.  Auf dem Platz steht ein uralter australischer Metrosidero (Eisenholzbaum), der 1870 gepflanzt wurde. In den sommerlichen Abendstunden und bei unzähligen Festen versammelt sich auf dem Platz die Stadtbevölkerung.

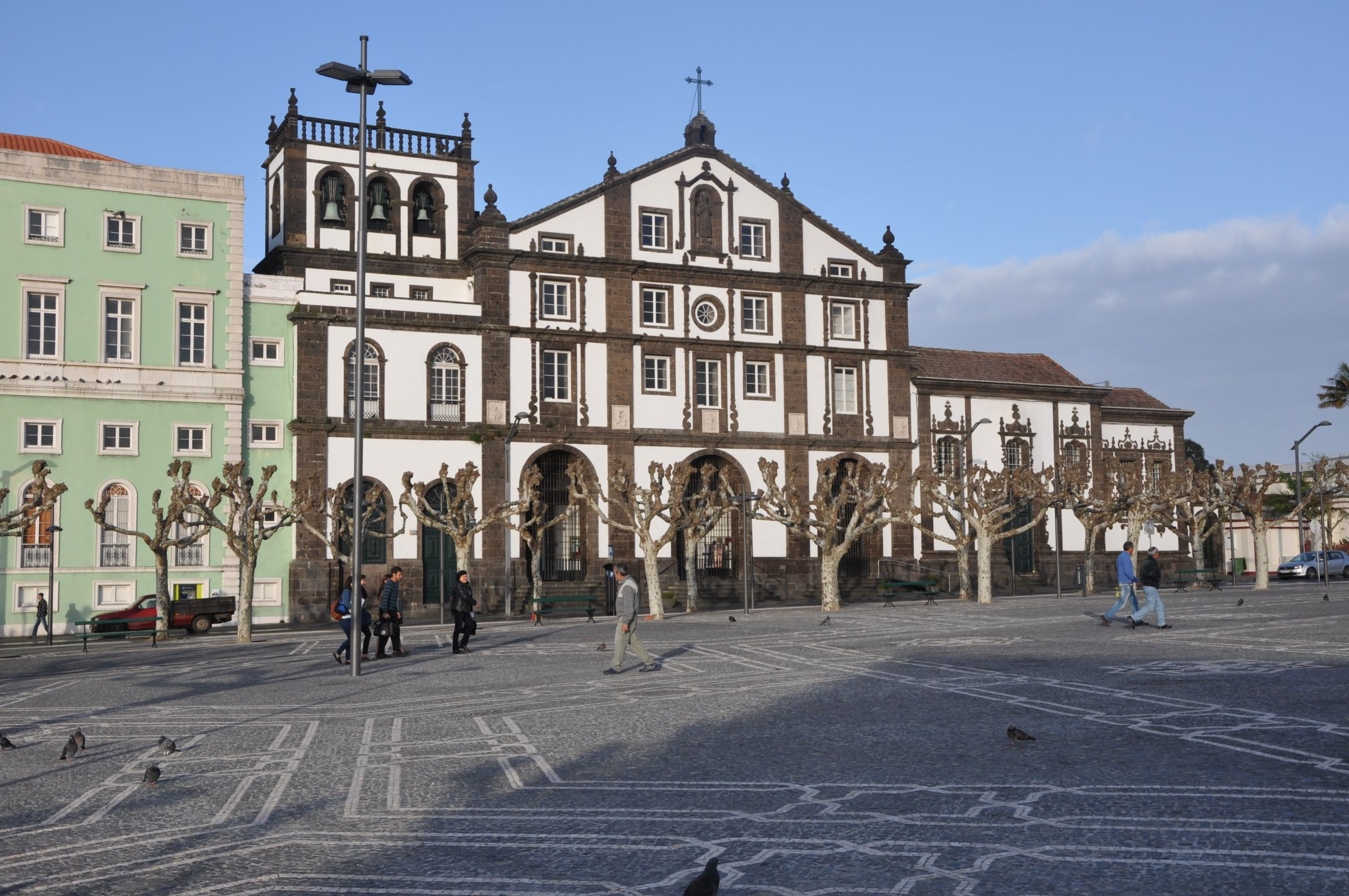
Igreja de São José

- Die Igreja de São José auf der Westseite des Praça 5 de Outubro gehörte einmal zum Franziskanerkloster Convento de nossa Senhora da Conceição. In sechzigjähriger Bauzeit im 16. Jahrhundert wurde der größte Kirchenbau der Azoren geschaffen, dessen dreischiffige Front mit neuer Fassade, dem Portikus und drei Fensterreihen, im frühen 18. Jahrhundert gestaltet wurde. Fünf in Kalkstein gemeißelte Flachreliefs mit Szenen aus dem Leben des Heiligen Franziskus und eine Nische, in der eine Basaltstatue des Schutzheiligen steht, schmücken die Vorderfront. Der Innenraum wird von vier prächtigen Seitenaltären dominiert, der Chor ist von wertvollen Azulejos geschmückt. Zur Igreja de São José gehört auch die links davon liegende, erst später angebaute, Kapelle Nossa Senhora da Dores, ein Paradebeispiel der barocken Baukunst auf den Azoren. Die Kapelle war bis zum Jahr 1864 Ausgangspunkt von Prozessionen, bei denen sich die Gläubigen mit Peitschen geißelten, um eine Vergebung der Sünden zu erlangen.

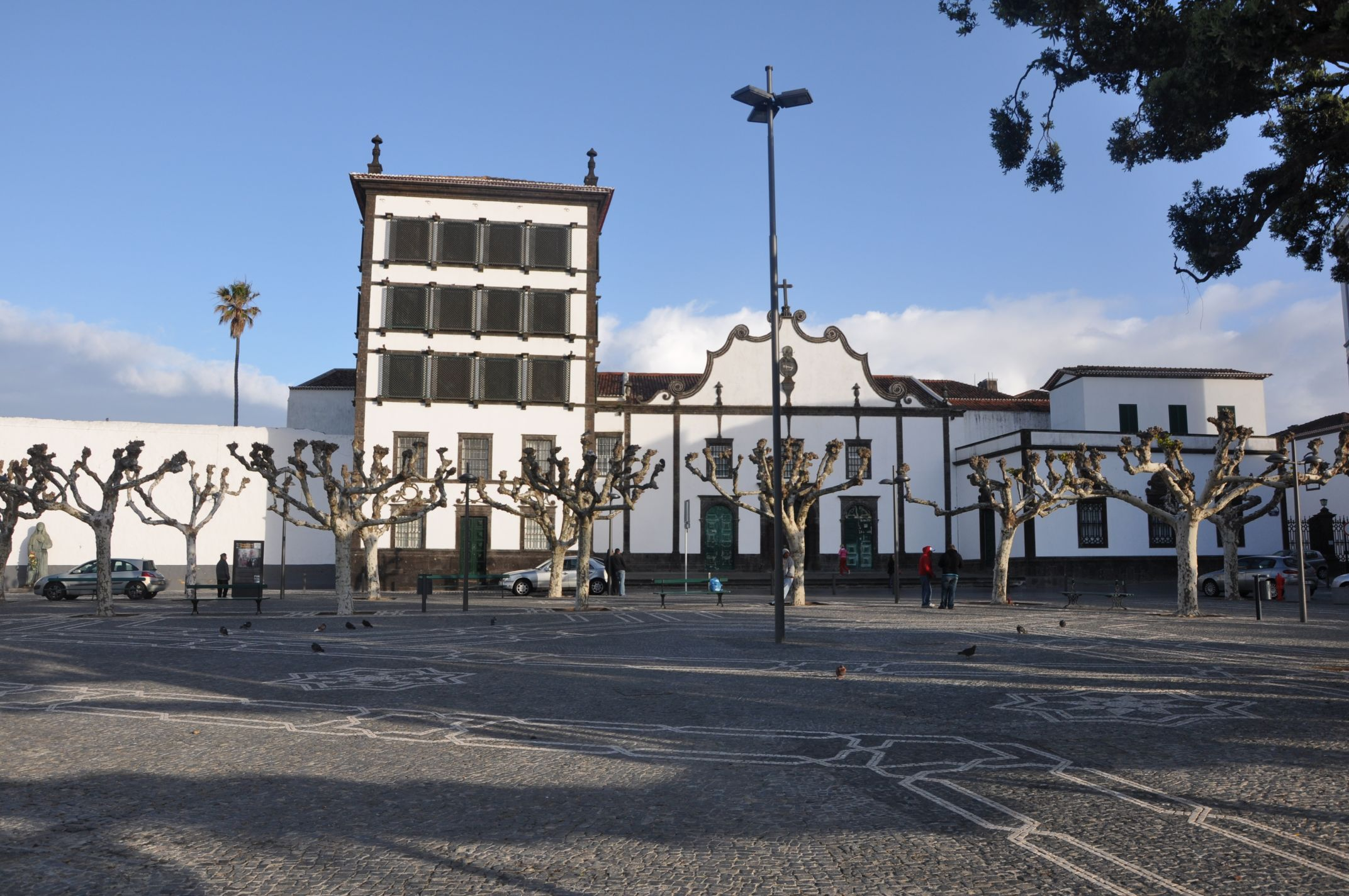
Igreja da Nossa Senhora da Esperança

- Der Bau der schmalen Klosterkirche Igreja da Nossa Senhora da Esperança, auch Igreja de Santo Cristo,  auf der Nordseite des Praça 5 de Outubro wurde von dem damaligen Statthalter Rui Goncalves da Camara initiiert und 1541 zusammen mit dem Nonnenkloster Convento da Esperança, in dem noch immer dreizehn Nonnen leben, fertiggestellt. Maßgebliches Element ist die Christusstatue Senhor Santo Cristo dos Milagres im unteren Chor, der durch ein Eisengitter vom oberen Chor mit seinem reichlich verzierten Hochaltar, im 18. Jahrhundert von Diego Bernardes geschaffen, getrennt ist. Die Nonne Teresa da Anunciadas(*1658- †1738), deren Gebeine in einer kostbaren Truhe im unteren Chor aufbewahrt werden, hütete bis zu ihrem Tod im Jahr 1737 die Büste und trug wesentlich zur Verbreitung des Kultes bei. Das Thema wird von dem Schriftsteller Ralph Roger Glöckler in seiner Azoren-Trilogie aufgenommen,  die Beziehung von Nonne und  Bildnis wird hier in einer Art Todesdelirium dargestellt, in der sich die Zeitebenen verbinden.

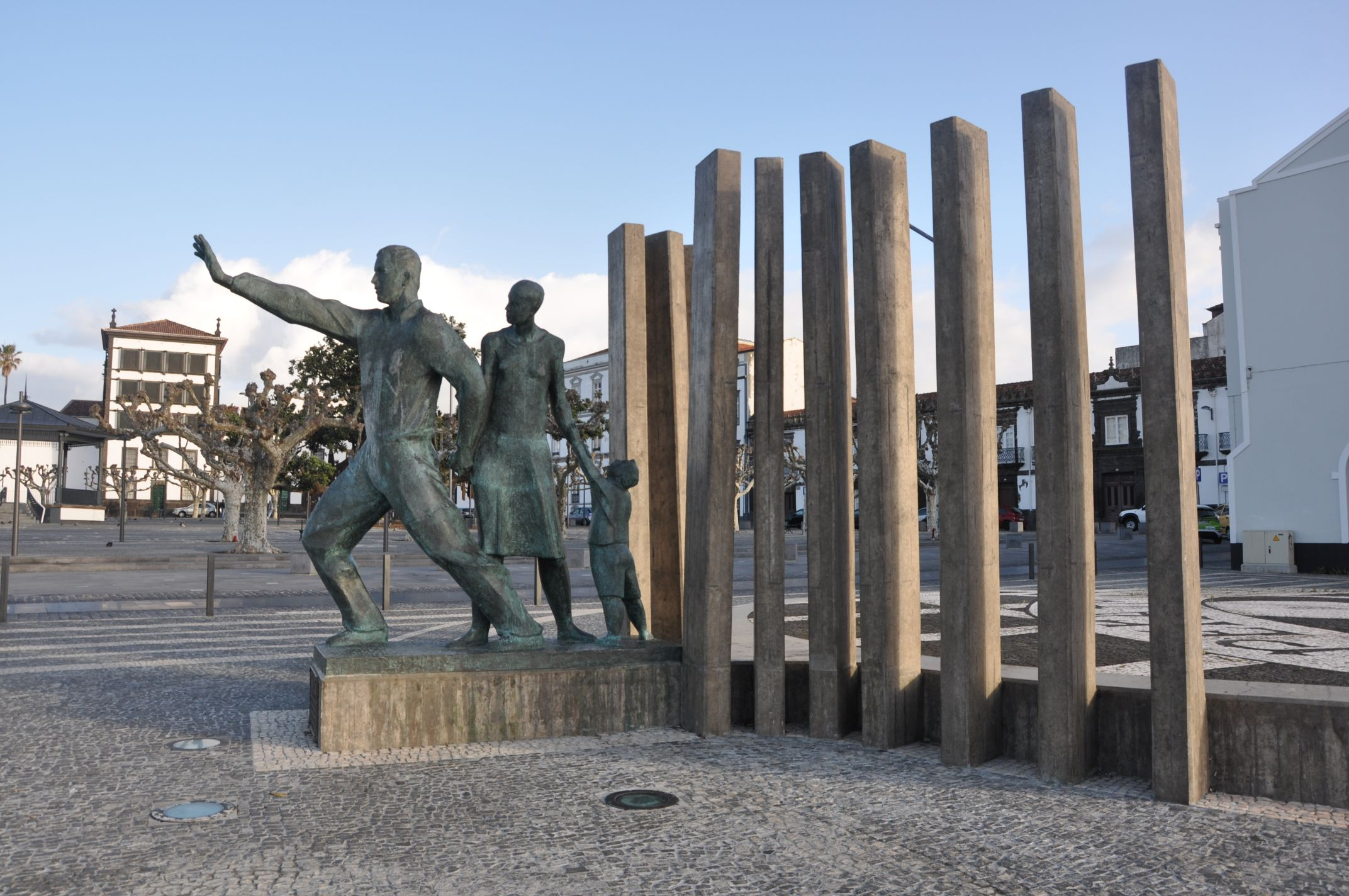
Monumento ao Emigrante

- Das Monumento ao Emigrante von Alavaro Raposo Franga aus dem Jahr 1999 steht auf der Südseite des Praça 5 de Outubro. Das Denkmal besteht aus Betonstelen, Steinmosaiken und drei lebensgroßen Bronzefiguren und stellt eine Emigrantenfamilie dar, die in eine bessere Zukunft blickt. Der Vater der Familie zeigt hoffnungsvoll in den Westen – in Richtung Amerika. Um dieses Monument findet die schwarz-weiße Kopfsteinpflasterung der Stadt ihren Höhepunkt. Viele Plätze und Trottoirs sind mit unterschiedlichen phantasievollen Mustern und Figuren großflächig mittels inseleigenem Basalt und Granitstein des portugiesischen Festlandes kunstvoll gepflastert.

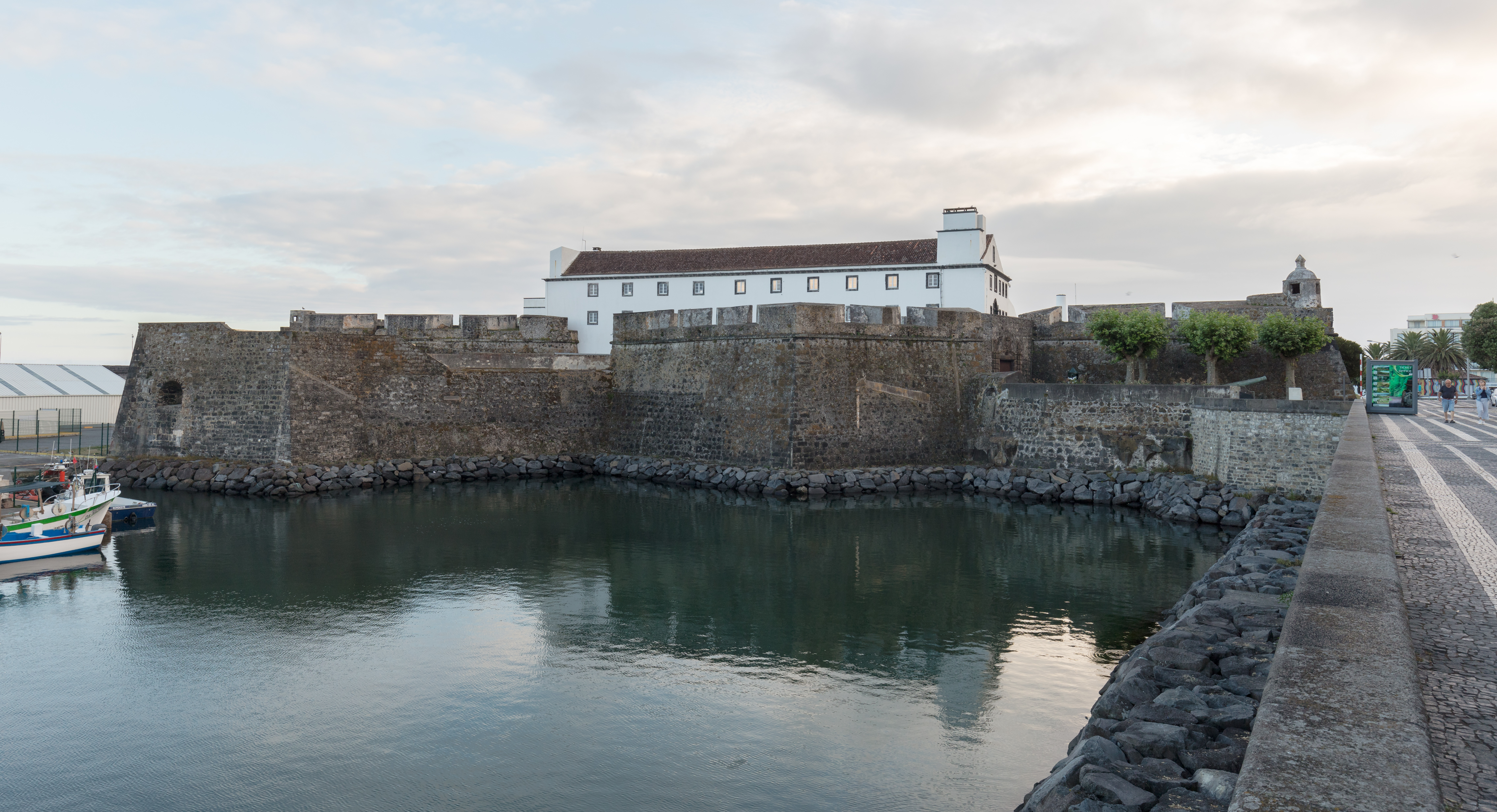
Forte de São Brás

- Das Forte de São Brás liegt auf der Südseite des Praça 5 de Outubro am Westende des Hafens. Der vieleckige Bau, der nach den Plänen des Italieners Tommaso Benedetto entstand, wurde 1552 zum Schutz der Inselbewohner vor den regelmäßigen  Piratenangriffen unmittelbar neben dem damaligen Ankerplatz errichtet und im Laufe des 19. Jahrhunderts mehrfach umgebaut. Die  portugiesischen Marine betreibt dort ein Museum mit Exponaten der letzten Jahrhunderte. Das Denkmal vor der Bastion mit Kanonen aus dem Jahr 1874 erinnert an die Kriegsopfer des 1. Weltkriegs. Die Büste vor den Mauern stellt den früheren Präsidenten Teófilo Braga dar.
- Zwischen Largo de Goncalo Velho Cabral im Osten und Praça 5 de Outubro im Westen passiert man das alte Gebäude der Post und erreicht den Platz Praça Vasco da Gama mit einem beachtlich Venus-Brunnen. Entlang der Avenida Infante Dom Henrique kommt man zum Zollhaus Alfândega, in einem Eckhaus mit dem runden Turm ist das Verteidigungsministerium untergebracht.

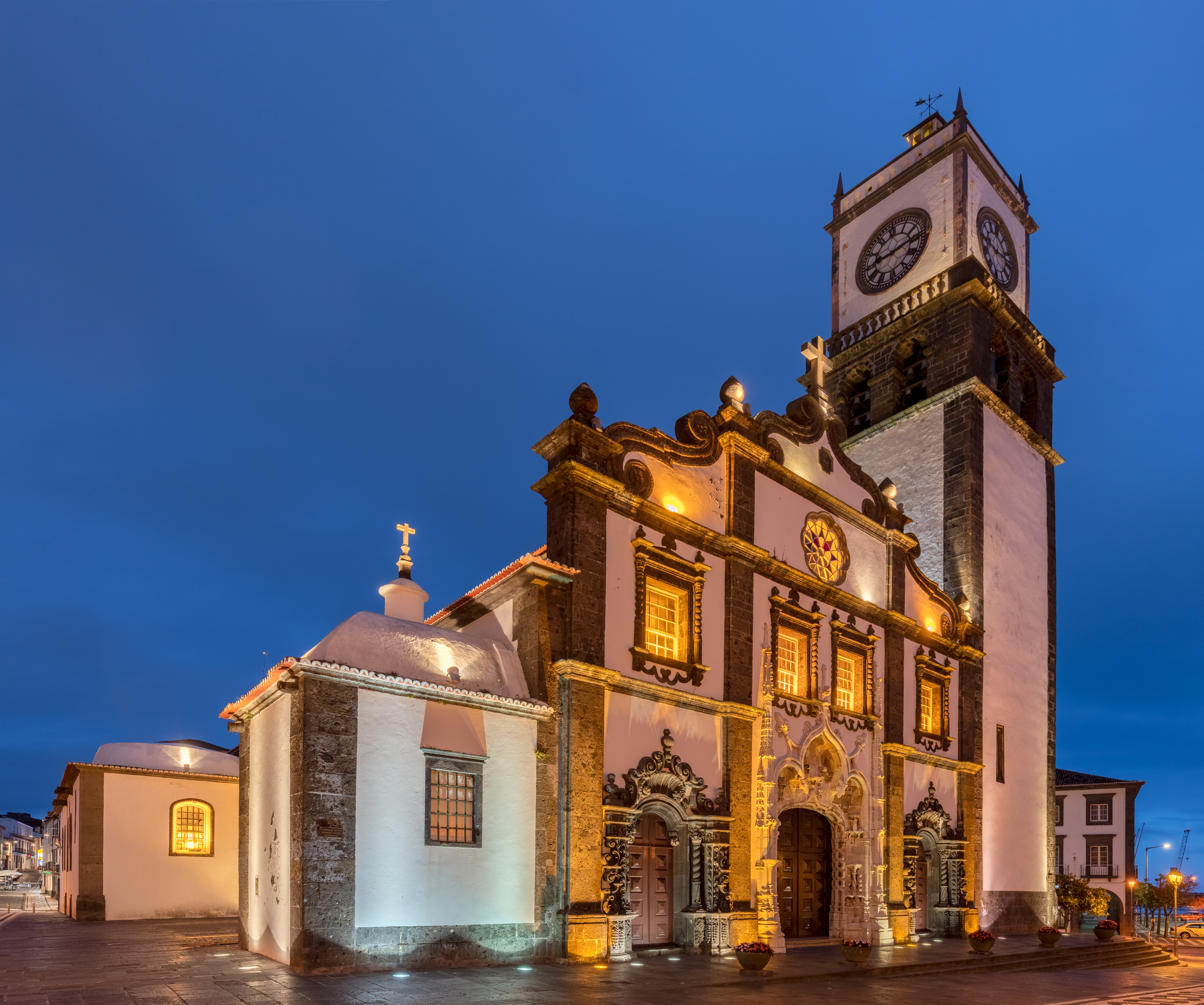
Igreja Matriz de São Sebastião

- Direkt im Stadtzentrum liegt die Igreja Matriz de São Sebastião als Hauptkirche von Ponta Delgada. Erbaut wurde die Matriz zunächst als kleine Wallfahrtskapelle für São Sebastião, dem ersten Schutzheiligen der Insel, in den Jahren von 1531 bis 1547 als Dank für die Hilfe gegen die Pest, die von 1523 bis 1531 auf der Insel wütete. Von außen beeindruckt sie durch die Portale im manuelinischen und barocken Stil, die im 18. Jahrhundert bei Umgestaltungen und Erweiterungen zu dem ursprünglich spätgotischen Stil hinzu kamen. Das manuelinische Hauptportal wurde durch zwei Seitenportale ergänzt, Rosette und vier bunt mit Heiligenfiguren verzierte Fenster wurden eingebaut. Im Innenraum dominieren Schnitzereien aus Zedernholz und anderen seltenen Holzarten wie Guajakholz aus brasilianischen Kolonien, Holzmöbel aus Palisander stammen aus dem 17. Jahrhundert. In der Sakristei gibt es schöne Fliesenbilder und eine große Sammlung in England geschaffener goldbestickter Paramente aus dem 16. Jahrhundert. Als einzige Kirche der Stadt hat der Kirchturm der Matriz eine Uhr.[13]
- Das Museu Carlos Machado als das bedeutendste Museum der Azoren wurde 1876 von dem Rektor des Liceu Nacional in Ponta Delgada, Carlos Maria Gomes Machado, gegründet und ist seit 1930 im ehemaligen Kloster Convento de Santo André aus dem 16. Jahrhundert untergebracht.  Mit einer Vielzahl von Exponaten wird das alte azoreanische Leben in Kategorien Ackerbau, Brauchtum, Fischerei, Geschichte, Geologie, Handwerk, Fischerei, Natur- und Kulturgeschichte und Spielzeugen dargestellt. Die Ausstellung einheimischer Künstler ergänzen das Portfolio der Gemälde aus dem 15. bis zum 20. Jahrhundert und Skulpturen, darunter Werke von Canto da Maia, der Goldschmiedearbeiten und Heiligenbilder aus Elfenbein geschaffen hat.[14]

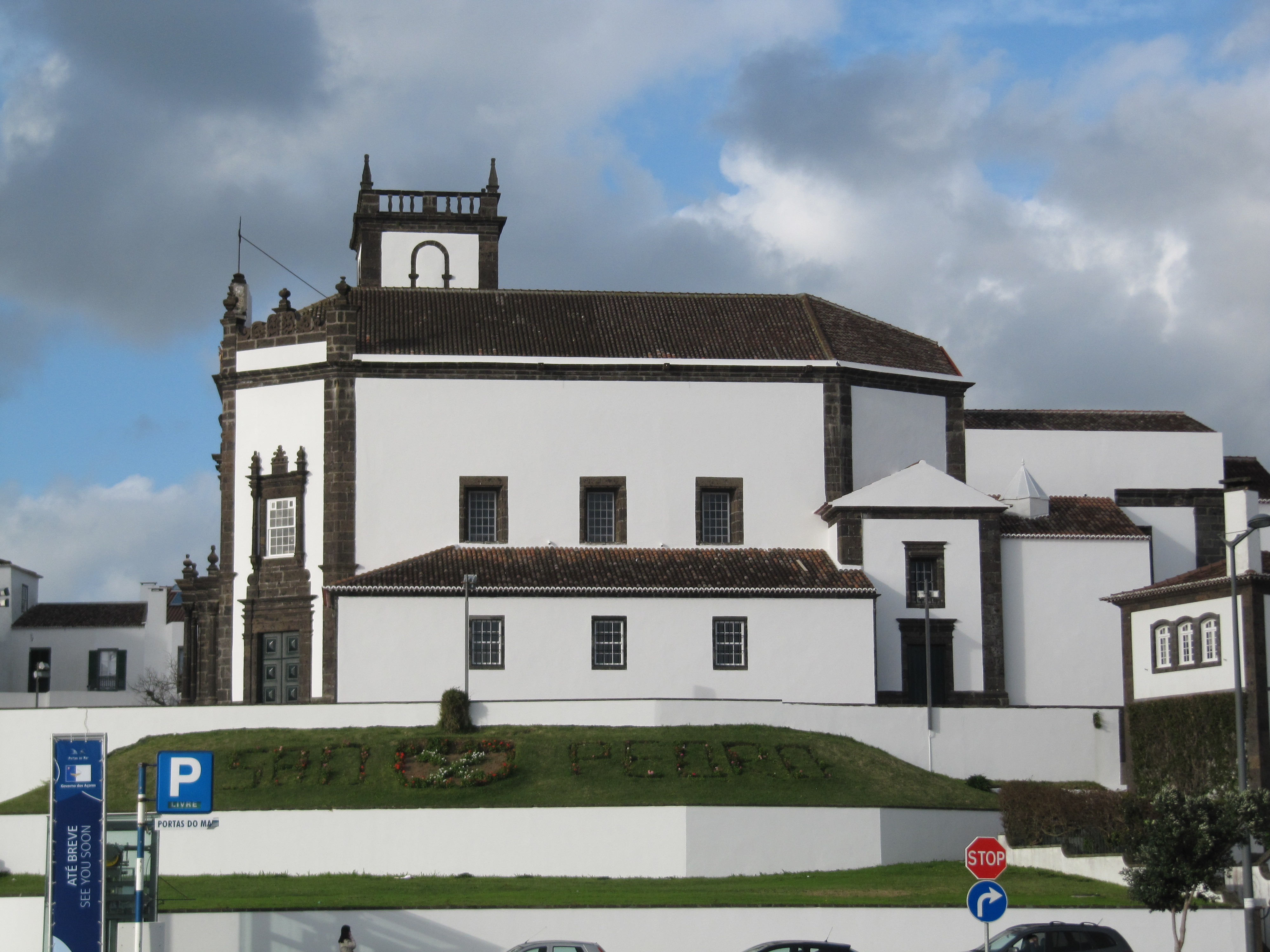
Igreja de São Pedro

- Die Kirche Igreja de São Pedro wurde in der ersten Hälfte des 18. Jahrhunderts im barocken Stil auf Grundmauern einer bei einem Erdbeben zerstören Kapelle des 15. Jahrhunderts errichtet und ist die Pfarrkirche des gleichnamigen Stadtteils. In dem einschiffigen, achteckigen Kirchenraum ist der Hochaltar mit vergoldeten Holzschnitzereien beachtlich, ferner das Bildnis Nossa Senhora das Dores, das als schönste Barockskulptur auf den Azoren gilt. Aus dem 18. Jahrhundert stammt das Gemälde Pentecostés (Pfingsten) von Pedro Alexandrino de Carvalho.

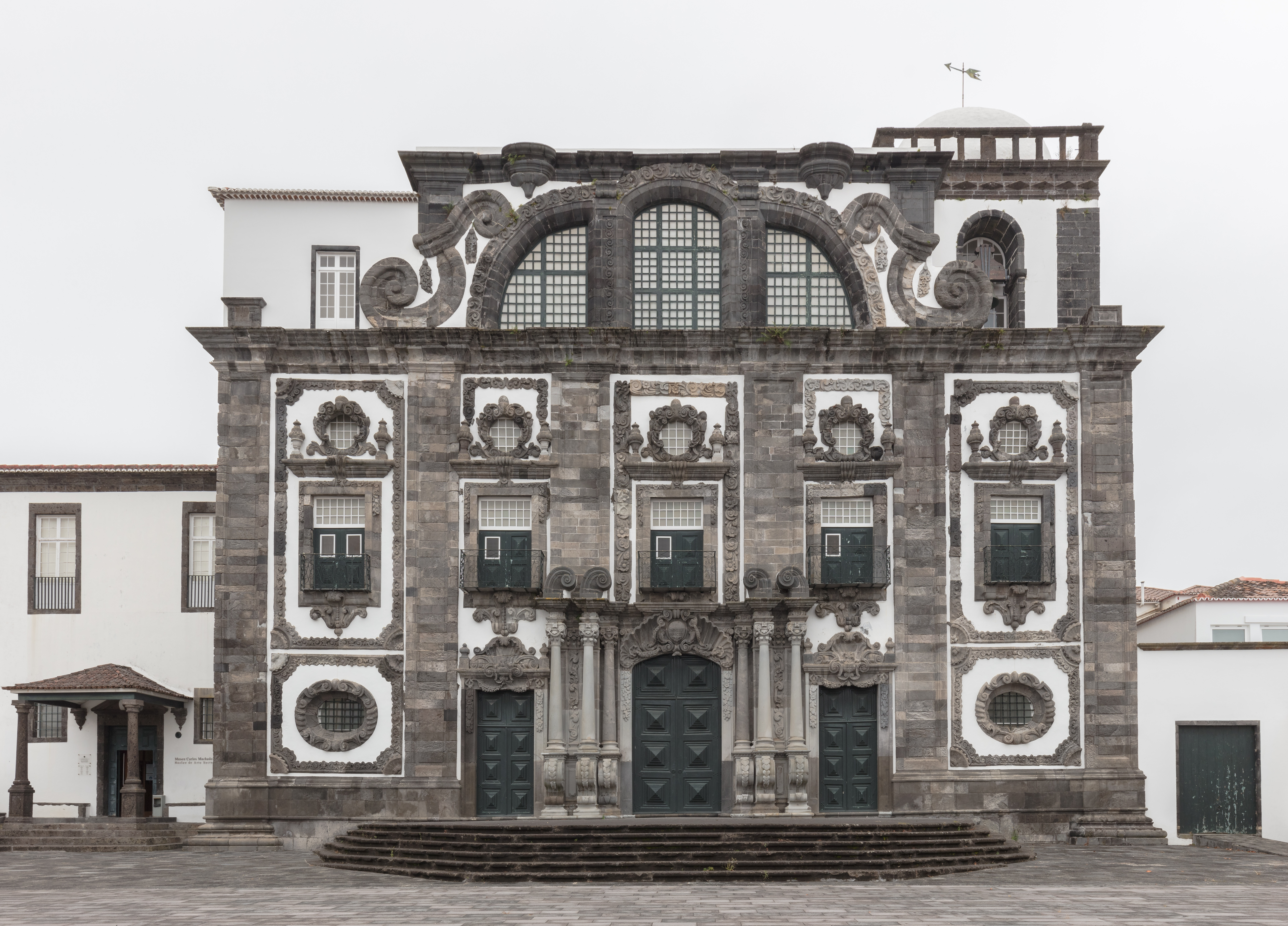
Igreja de Todos-os-Santos

- Die Igreja de Todos-os-Santos, besser bekannt als Igreja do Colégio dos Jesuítas mit einer prächtigen barocken, reich verzierten, Fassade ist das schönste architektonische Bauwerk der Stadt im Barockstil. Den Grundstein legte man an Allerheiligen, dem 1. November 1592, in Anwesenheit des Gouverneurs Gonçalo Vaz Coutinho. Zwischen 1643 und 1646 wurde es das neue Altarbild im Chor installiert. Die neue Fassade wurde im Jahr 1666 abgeschlossen. Sie wurde mehrfach umgebaut und zuletzt ab 1997 bis zur Wiedereröffnung im Jahr 2005 vollständig renoviert. Die Kirche sollte Teil des Jesuitenkollegs werden, doch die Jesuiten wurden auf Befehl von Sebastião José de Carvalho e Melo, dem Marquês de Pombal, vertrieben. Daneben liegt die Bibliothek und das Stadtarchiv mit vielen historischen Dokumenten aus der Stadtgeschichte.
- Der Garten Jardim Antero de Quental ist dem Dichter Antero de Quental gewidmet, der in Ponta Delgada geboren wurde und als führende Persönlichkeit in die portugiesische Literaturgeschichte eingegangen ist. Als Mitglied des Dichterkreises Geração de 70 förderte er die Verbreitung des Sozialismus in Portugal, mangels Anerkennung fiel er in Depressionen und beendete am 11. September 1891 sein Leben in Ponta Delgada durch Suizid. Er hatte sich auf dem Praça 5 de Outubro mit zwei Pistolenschüssen angeschossen, starb aber nicht sofort, sondern erst zwei Stunden später im Krankenhaus.
- Der Stadtpark Jardim António Borges ist sehr phantasievoll und detailreich angelegt. Im 19. Jahrhundert wurde er vom ersten und erfolgreichsten Ananaszüchter Borges ursprünglich als Privatgarten mit Gewächsen aus aller Welt angelegt.

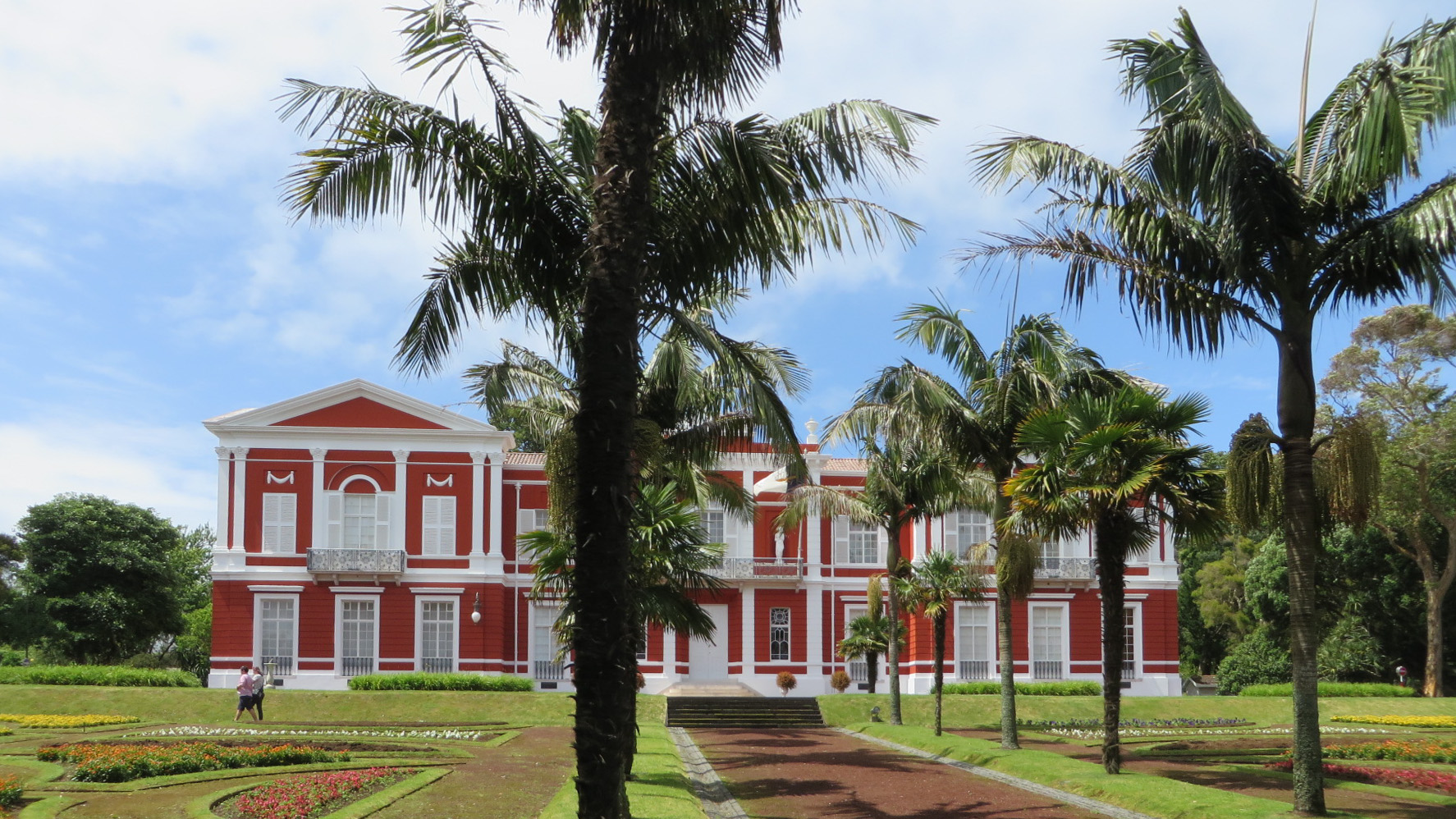
Palácio de Sant’Ana

- Im Palácio de Sant’Ana residiert, wechselweise neben zwei weiteren Amtssitzen in Horta und Santa Maria, die Regierung der Autonomen Region der Azoren. In den Räumen der, für die Öffentlichkeit nicht zugänglich, dreiflügeligen Anlage findet man wertvolle Möbelstücke. Um den Palast liegt die größte botanischen Anlage der Insel, der Jardim Jácome Correia, auch: Jardim do Palácio de Sant’ana. Die Familie Correia hatte 1846 einen englischen Architekten mit der Anlage des Palastes und des Parks beauftragt. Östlich des Palastes ist die zweite Parkanlage Jardim José do Canto mit der, zum Hotel umgebauten,  Residenz des Parkgründers, der Palacio José do Canto. José do Canto war ein Gartenliebhaber und ließ die Anlage im 19. Jahrhundert auf einer Fläche von rund fünf ha mit mehreren Tausend exotischen Pflanzen anlegen, die aus Belgien, Deutschland, London, Paris und Rio de Janeiro geliefert wurden. Er führte darüber hinaus auch eine Liste von Pflanzen, die er nicht in seiner Parkanlage haben wollte.[4]

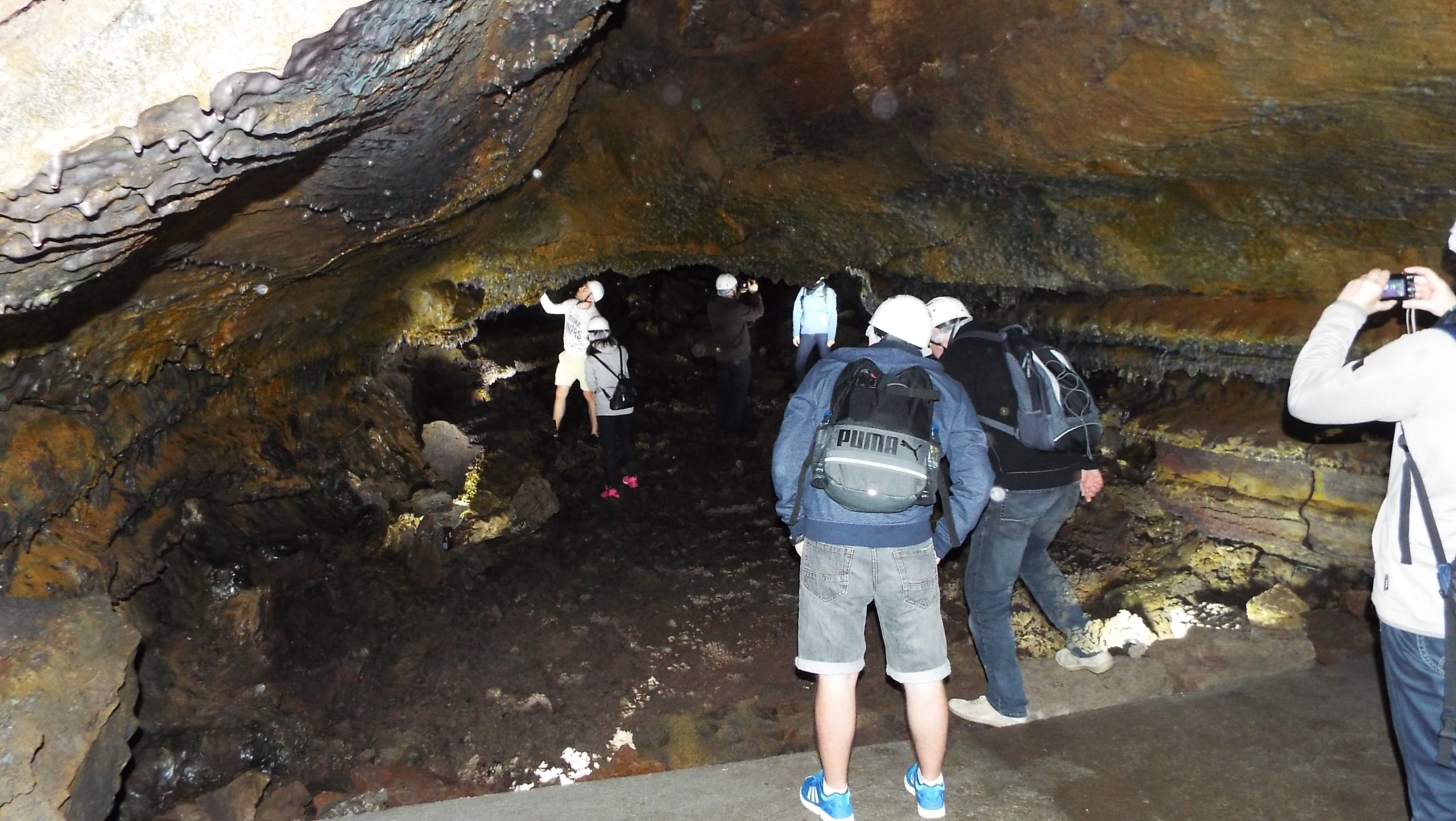
Gruta do Carvão

- Die Gruta do Carvão  ist eine geologische Formation vulkanischen Ursprungs, sie befindet sich im Nordwesten  von Ponta Delgada. Es ist ein Naturdenkmal, bestehend aus  vier Sektionen: Paim, Secadores de Tabaco, João do Rego und José Bensaúde. Es handelt sich um einen ehemals 22 km langen Lava-Abflusskanal aus dem Complexo Vulcânico dos Picos, einem Gebiet mit rund 200 inaktiven Vulkanen. Beim Bau der Umgehungsstraße wurde der heutige Eingang freigelegt. Die Höhle kann hier im südlichen Abschnitt über 700 Meter, im nördlichen Teil  auf einer Strecke von etwa 550 Meter nach Westen begangen werden. Der Hohlraum hat eine durchschnittliche Höhe von etwa zwei bis drei Metern, mancherorts mehr als fünf Metern. In einigen Abschnitten lagerten sich Sand und Geröll mit einer durchschnittlichen Dicke von etwa einem Meter ab. Die Breite der Höhle ist sehr variabel und beträgt teilweise mehr als zehn Meter, insbesondere an Schnittstellen von zusammentreffenden Kanälen – in einem Abschnitt von 200 Metern liegen zwei überlappende Systeme. Der natürliche Reichtum der Gruta do Carvão ist die große Vielfalt der geologischen Eigenschaften und Strukturen typischer vulkanischer Phänomene. Einzelne Strukturen weisen darauf hin, dass akkumulierte Gase explodierten und Risse in Wänden und der Decke der Höhle verursachten. An den Decken und Wänden bildeten sich viele Stalaktiten, sie haben in der Regel eine konische Form und glatte Oberflächen. Sie sind das Ergebnis der Verfestigung von Lavatröpfchen. Oder es bildeten sich unregelmäßige Formen, oft weiß-/gelblich und äußerst zerbrechlich.[15]

## Städtepartnerschaften
Partnerstädte von Ponta Delgada sind:
| - Fall River (Massachusetts), USA, seit 1978 - Caué, São Tomé und Príncipe, seit 2000 - Praia, Kap Verde, seit 2008 - Plewen, Bulgarien, seit 2007 | - Florianópolis, Santa Catarina, Brasilien - San Leandro, Kalifornien. USA, seit 1970 - Newport (Rhode Island), USA, seit 2003 |

## Söhne und Töchter der Stadt
- Gaspar Frutuoso (1522–1591), geistlicher Historiker
- José do Canto (1820–1898), landwirtschaftlicher Unternehmer und Botaniker, bedeutender Buchsammler insbesondere von Camões-Werken
- Ernesto do Canto (1831–1900), Historiker, Bibliothekar und Politiker
- Antero de Quental (1842–1891), Schriftsteller und Sozialreformer
- Teófilo Braga (1843–1924), Literat und Politiker, zweimaliger Staatspräsident
- Ernesto Rodolfo Hintze Ribeiro (1849–1907), Politiker
- Roberto Ivens (1850–1898), Offizier und Afrikaforscher
- Alfredo Bensaúde (1856–1941), Mineraloge
- Joaquim Bensaúde (1859–1952), Ingenieur und Historiker
- Maurício Bensaude (1863–1912), Opernsänger, international bekannt gewordener Bariton
- Raoul Bensaude (1866–1938), bedeutender Mediziner in Frankreich
- Filomeno da Câmara de Melo Cabral (1873–1934), Militär, Politiker und Kolonialverwalter, Gouverneur von Portugiesisch-Timor
- Francisco Luís Tavares (1886–1968), Unternehmer, Journalist, Jurist und Politiker
- Ernesto Canto da Maia (1890–1981), modernistischer Bildhauer
- Rui Galvão de Carvalho (1903–1991), Schriftsteller, Literaturwissenschaftler und Hochschullehrer
- Eurico Tomás de Lima (1908–1989), Komponist und Pianist
- Humberto Sousa Medeiros (1915–1983), Erzbischof von Boston
- Manuel Eugénio Machado Macedo (1922–2000), Chirurg, 1990–1992 Präsident des Weltärztebundes
- Natália Correia (1923–1993), Schriftstellerin, Intellektuelle und Politikerin
- Carlos Alberto Medeiros (* 1942), Geograph
- José Medeiros Ferreira (* 1942), Politiker und Hochschullehrer, Außenminister der ersten Regierung Soares
- Mota Amaral (* 1943), Politiker
- Jaime Gama (* 1947), Politiker, Mitbegründer des Partido Socialista, mehrmaliger Minister
- Berta Cabral (* 1952), Politikerin
- José Eduardo Moniz (* 1952), Fernsehjournalist, Produzent und Manager
- Carlos César (* 1956), Journalist und sozialistischer Politiker
- Rosa Coutinho Cabral (* 1956), Regisseurin
- João Aguiar Machado (* 1959), Ökonom, seit 2014 Generaldirektor für Mobilität und Verkehr der EU
- André Bradford (1970–2019), Politiker (PS), EU-Abgeordneter
- Pauleta (* 1973), Fußballspieler
- Sofia Ribeiro (* 1976), Politikerin
- Nuno Sociedade (* 1978), Fußballspieler

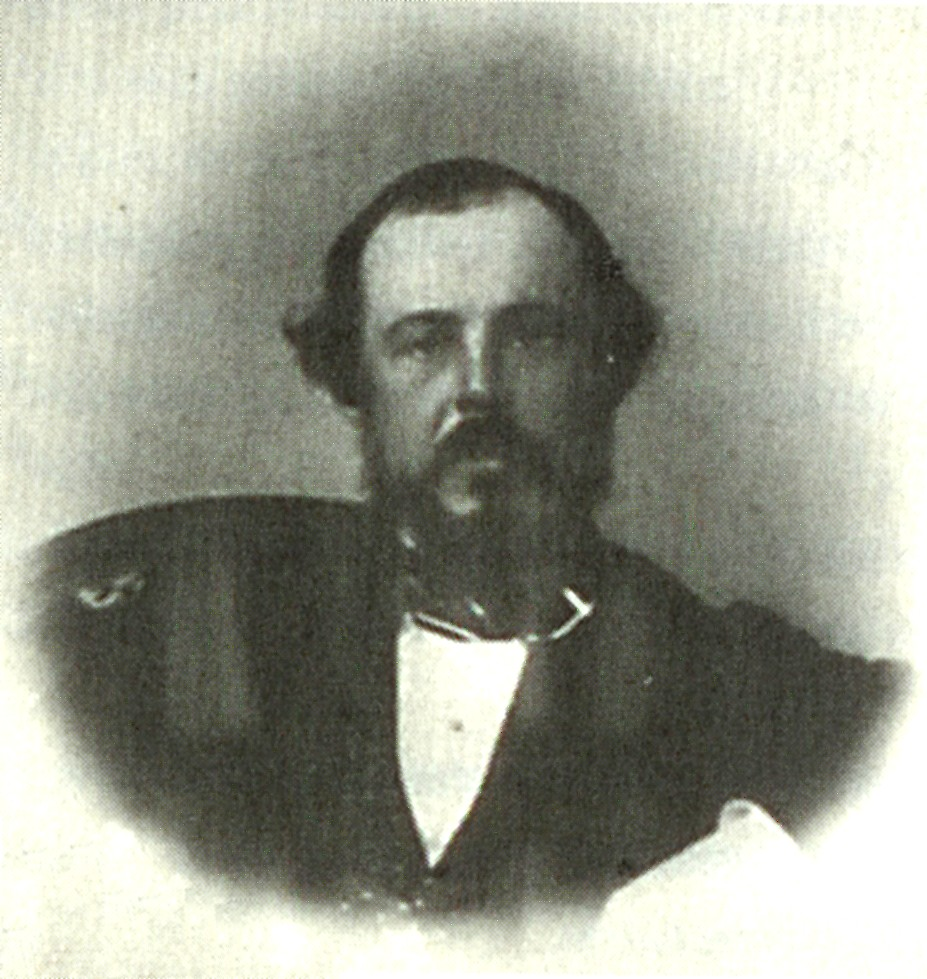
José do Canto
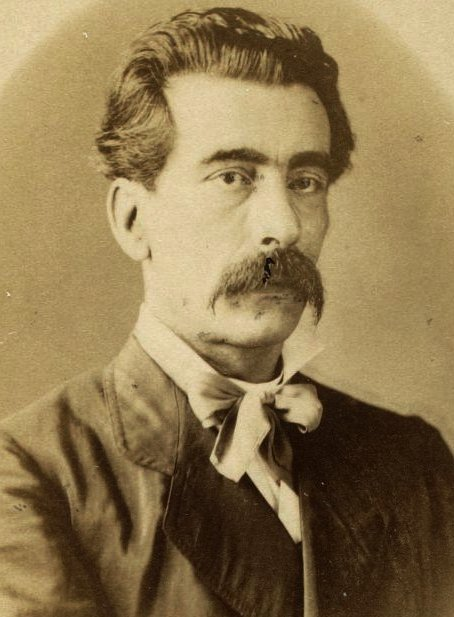
Ernesto do Canto
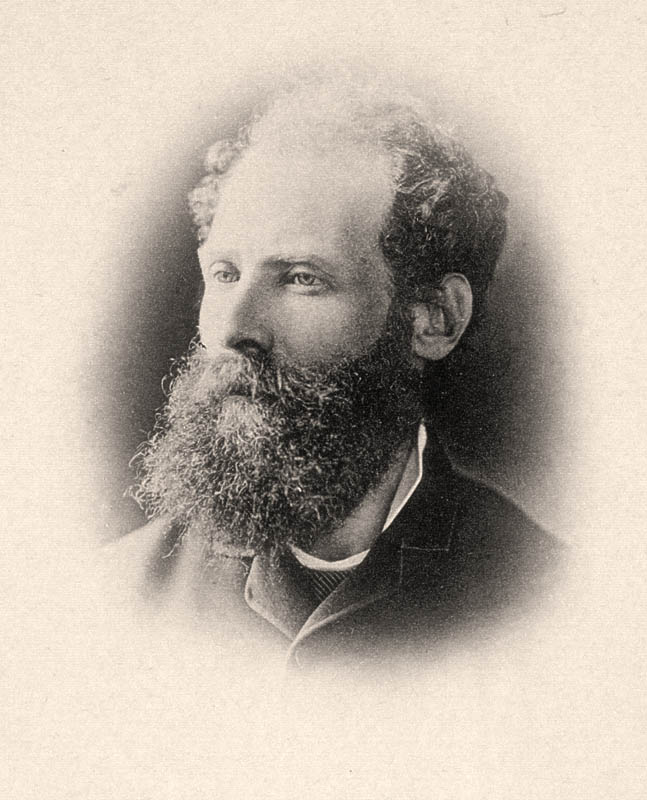
Antero de Quental (1887)
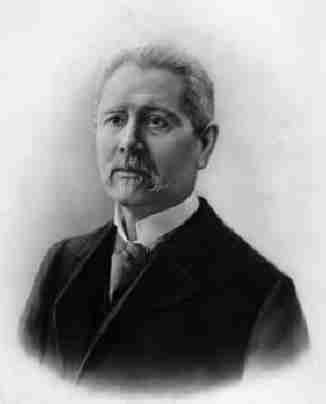
Teófilo Braga
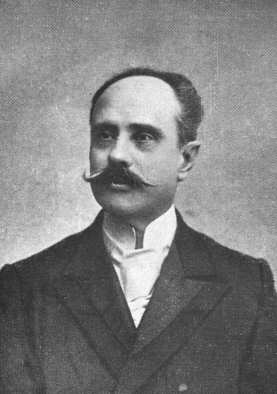
Ernesto Hintze Ribeiro
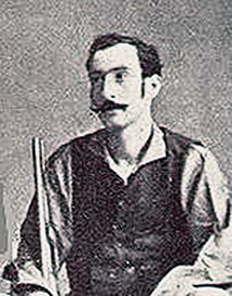
Roberto Ivens
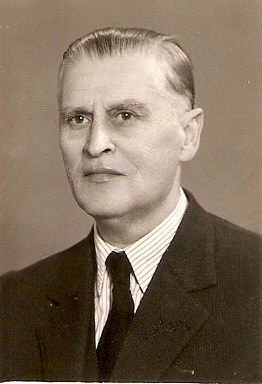
Francisco Luís Tavares (1956)
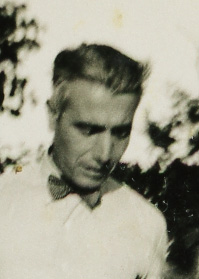
Ernesto Canto da Maia (1940)
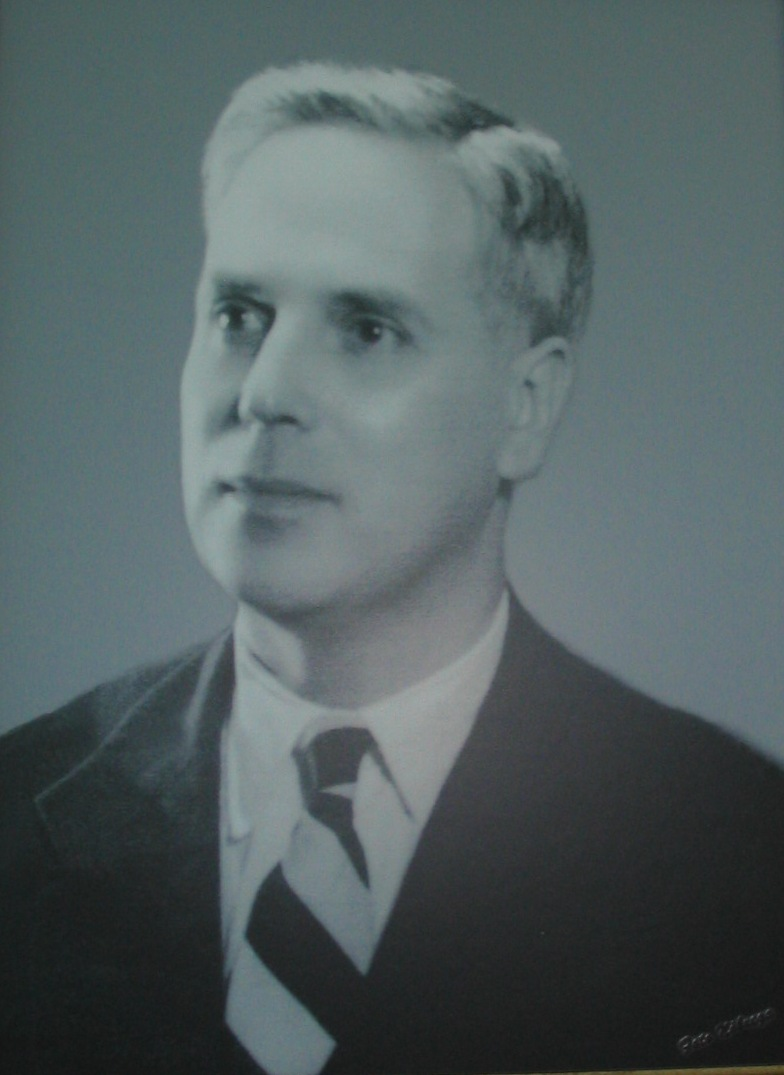
Rui Galvão de Carvalho
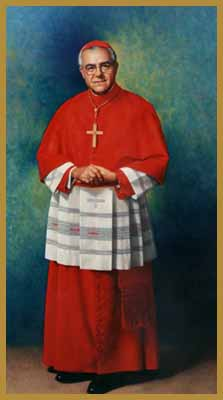
Humberto Sousa Medeiros
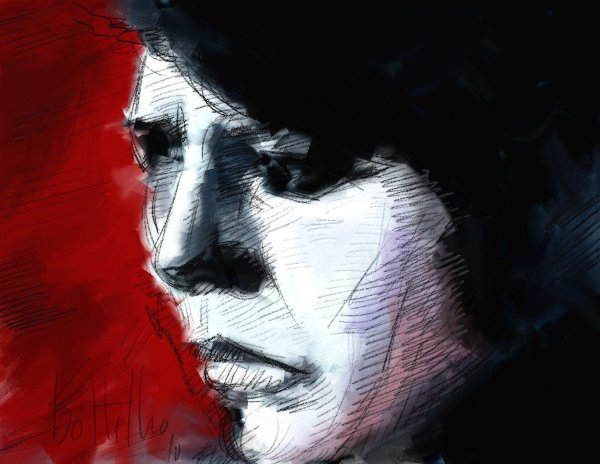
Natália Correia, Gemälde von Carlos Botelho
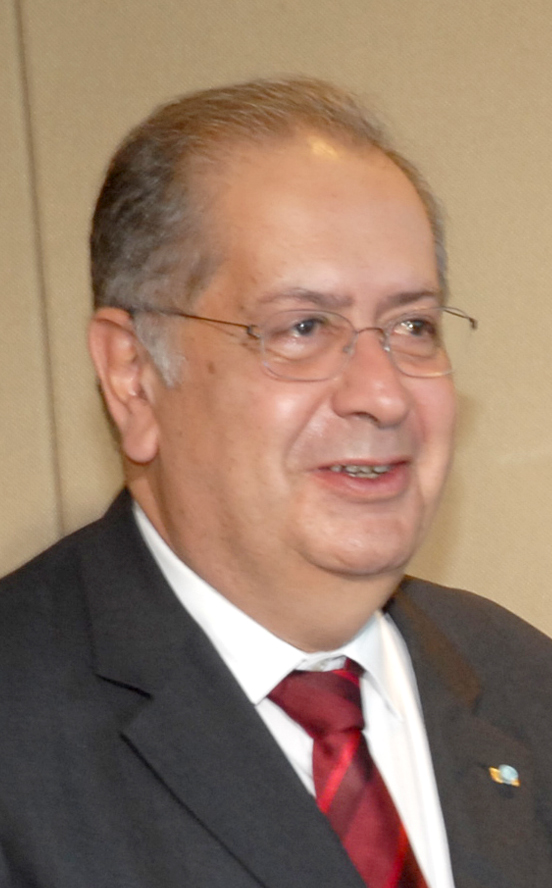
Jaime Gama in Brasília 2008
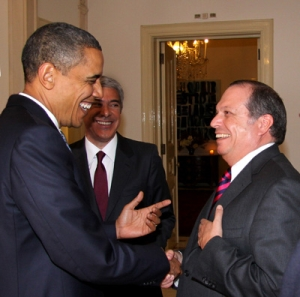
Carlos César, mit Barack Obama
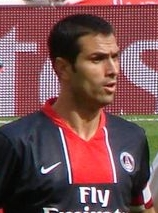
Pauleta